# Ravageurs de la carotte
Les principaux ravageurs de la carotte sont des insectes, en particulier pucerons, charançons, ainsi que des acariens et des nématodes. Ils sont dans l'ensemble moins nuisibles que les maladies.

## Acariens

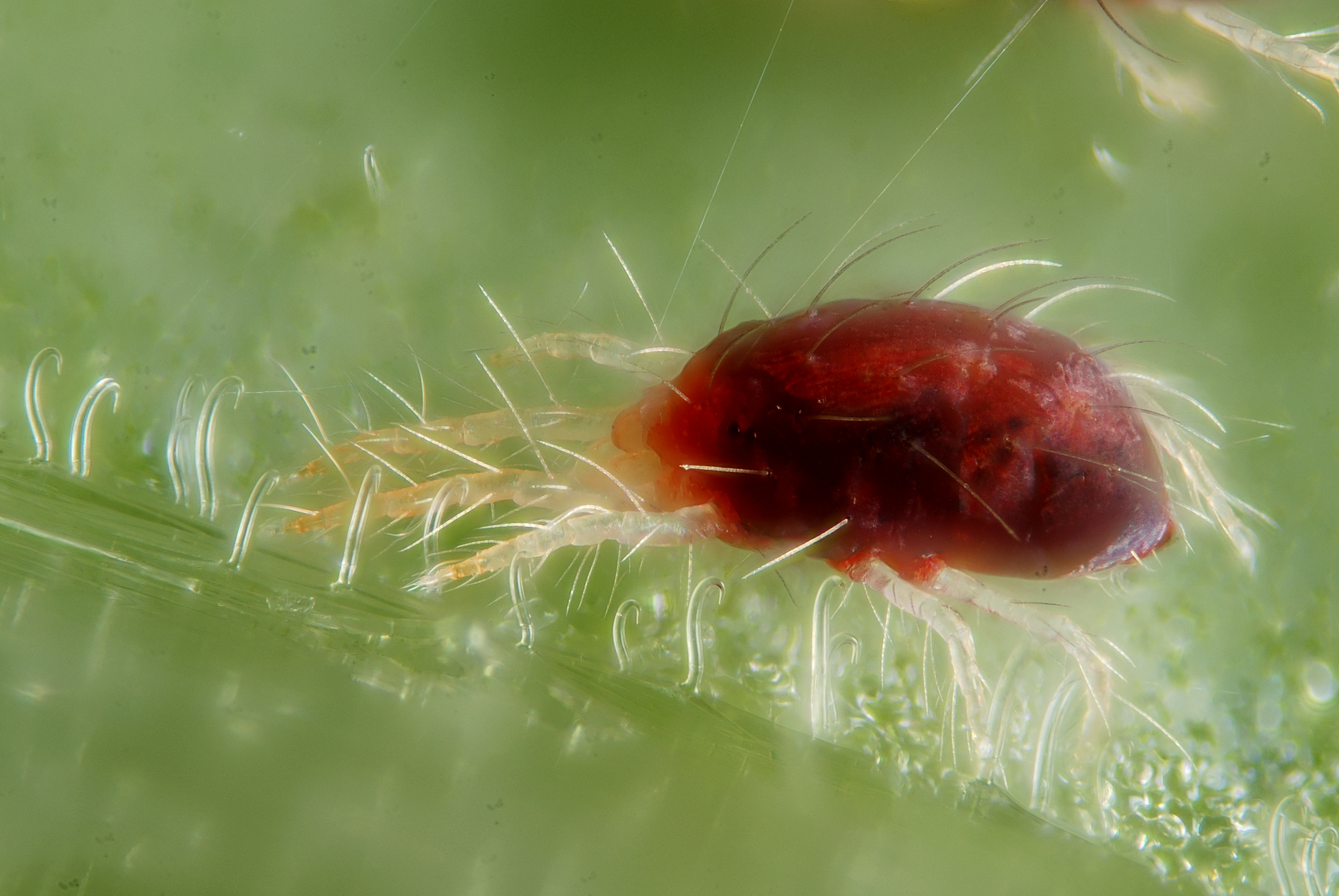
Tétranyque tisserand.

Plusieurs espèces d'acariens peuvent parasiter les carottes : Aceria peucedani (syn. Eriophyes peucedani), Aculus eurynotus, Bryobia praetiosa, Tetranychus urticae, Tyrophagus similis (syn. Tyrophagus dimidiatus).
Le tétranyque tisserand, Tetranychus urticae, plus fréquent sur le panais, attaque les feuilles qui prennent une couleur rouge caractéristique et affaiblit la plante. Tous les stades de développement (larves, nymphes et adultes) se nourrissent de la sève des plantes-hôtes,.

## Insectes

### Hémiptères
Les pucerons de différentes espèces peuvent détruire les jeunes semis, en particulier Semiaphis dauci (puceron de la carotte) et Cavariella aegopodii. Ce dernier peut aussi transmettre le virus Y de la carotte (Carrot virus Y,CarVY). Le puceron vert du pêcher, Myzus persicae, attaque aussi la carotte est un vecteur efficace de plusieurs virus.
Plusieurs autres espèces de pucerons sont impliquées dans la transmission du virus de la mosaïque du céleri (CeMV, Celery mosaic virus) aux carottes.
La cicadelle de l'aster, Macrosteles fascifrons, est un insecte piqueur-suceur, dont les dégâts directs sont insignifiant. mais cette espèce transmet aux plants de carotte un phytoplasme, appelé aster yellows phytoplasma (AYP), qui provoque une maladie plus préjudiciable, la jaunisse de l'aster. Il provoque divers symptômes  chez la carotte : jaunissement du feuillage, balais de sorcières au collet, important chevelu racinaire sur la racine et blocage de la croissance.
Le psylle de la carotte, Trioza apicalis, est un sérieux ravageur de la carotte en Europe centrale et en Scandinavie qui provoque des déformations du feuillage et un arrêt de la croissance en se nourrissant de la sève. Cet insecte est également le vecteur de Candidatus Liberibacter solanacearum, bactérie qui infecte les Solanacées, mais aussi la carotte, et qui est vraisemblablement responsable des dégâts induits par les piqures du psylle.   

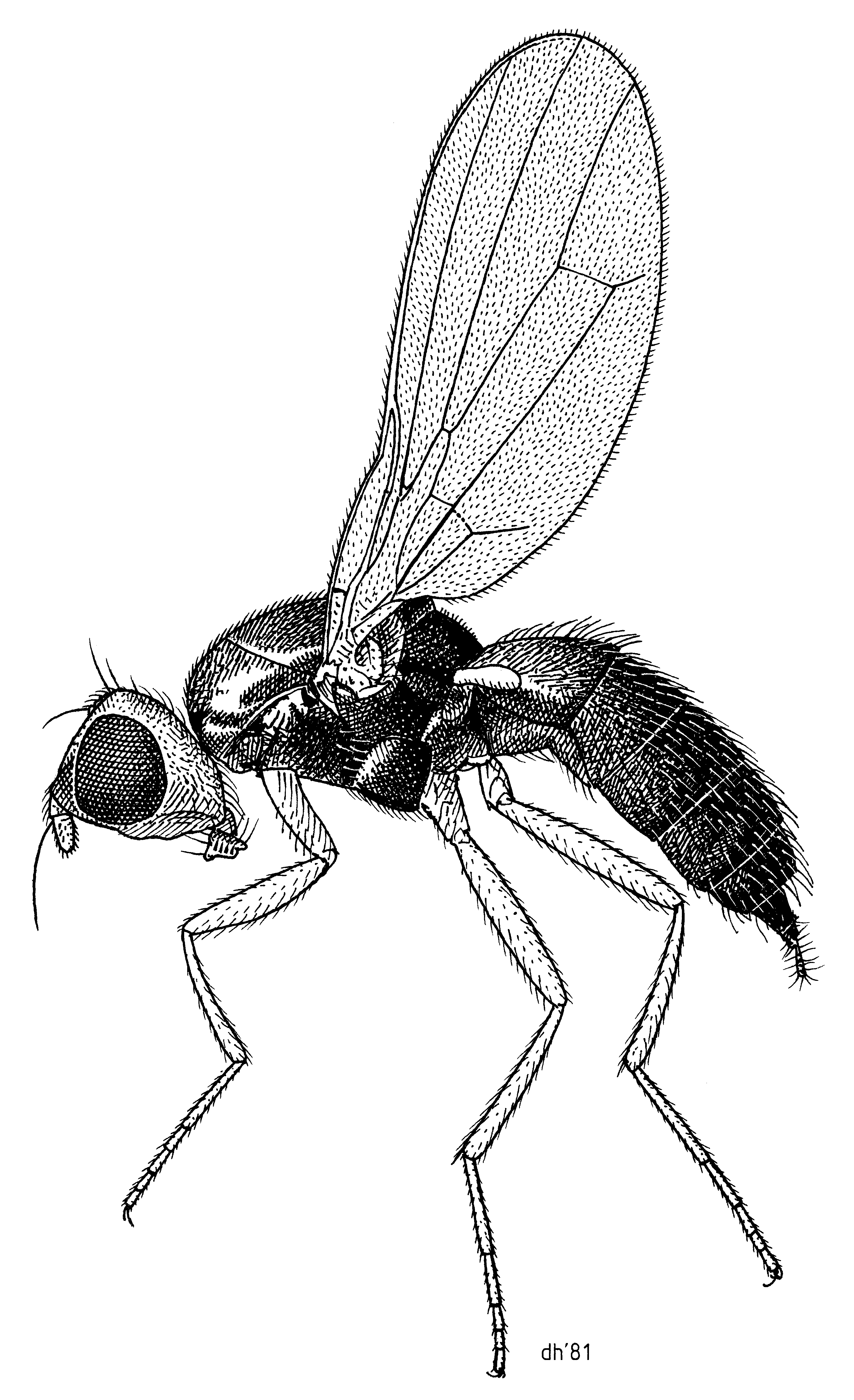
Mouche de la carotte (adulte, vue latérale.)

### Diptères
La mouche de la carotte (Psila rosae) est le principal insecte ravageur de la carotte. Ses larves se nourrissent des racines en creusant des galeries surtout dans le tiers inférieur.
D'autres espèces de mouches, comme Delia platura et Delia radicum sont les agents vecteurs de pourritures molles bactériennes des racines et tubercules dues à Erwinia carotovora et Pectobacterium atrosepticum.

### Coléoptères
Le charançon de la carotte, Listronotus oregonensis, surtout présent en Amérique du Nord, dont les larves creusent des galeries dans le tiers supérieur de la carotte, la rendant invendable. Le charançon des légumes, Listroderes costirostris (syn. Listroderes difficilis ), originaire d'Amérique du Sud, attaque aussi la carotte. 

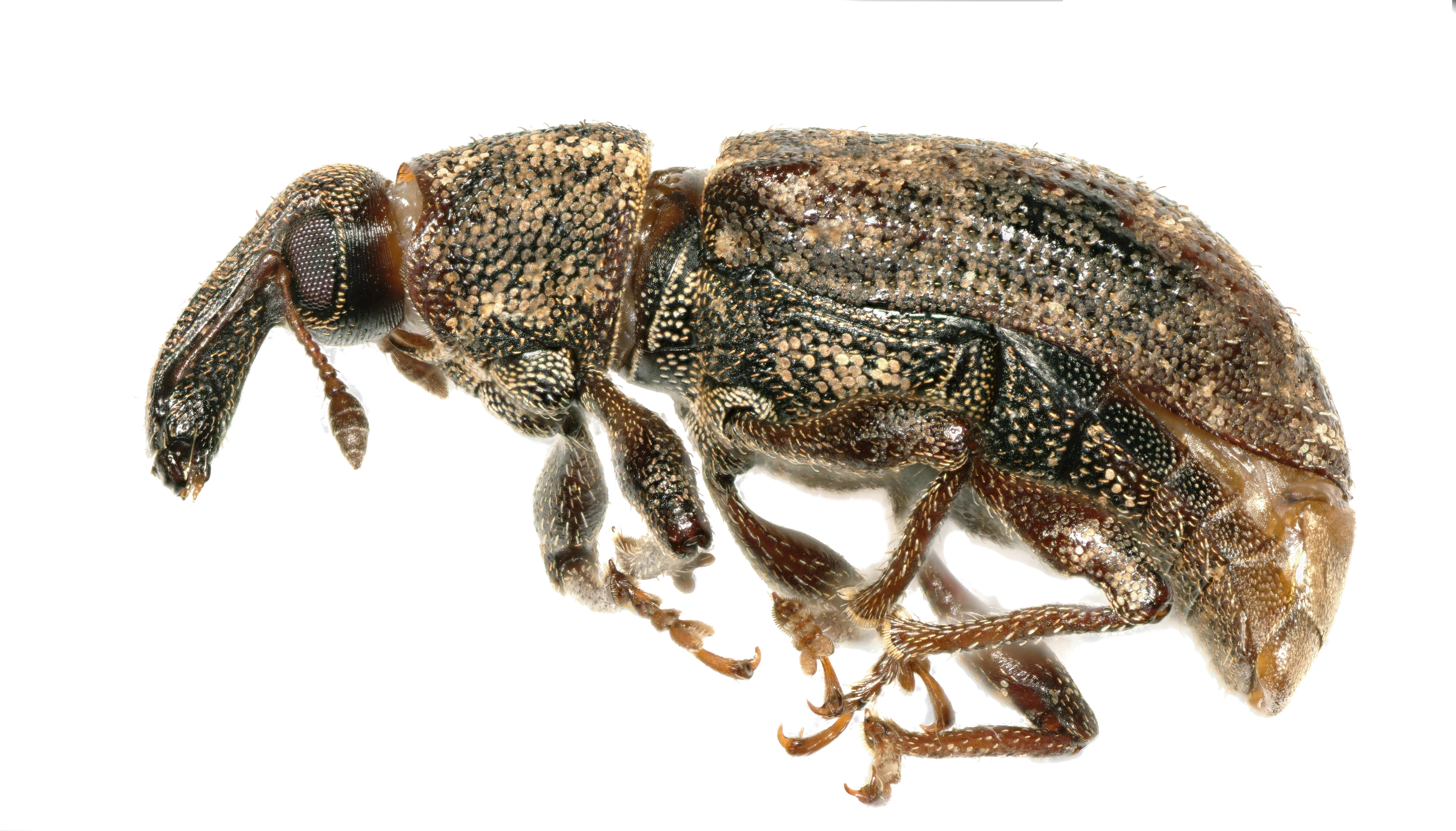
Charançon de la carotte (adulte, vue latérale).

Les taupins, insectes coléoptères de la famille des Elateridae, notamment dans les genres Limonius, Ctenicera, Agriotes et Melanotus,
sont susceptibles d'attaquer les carottes. Ce sont les larves, appelées « vers fil-de-fer », qui causent des dégâts aux racines en se nourrissant.

### Lépidoptères
Autres espèces d'insectes susceptibles d'attaquer les cultures de carottes : des Lépidoptères dont les chenilles se nourrissent sur les carottes, vers gris (Agrotis ipsilon), arpenteuse du céleri (Syngrapha falcifera) et arpenteuse du chou (Trichoplusia ni), et Papilio zelicaon, ainsi que des Coléoptères, Bothynus gibbosus et Phyllophaga cribrosa.

## Nématodes

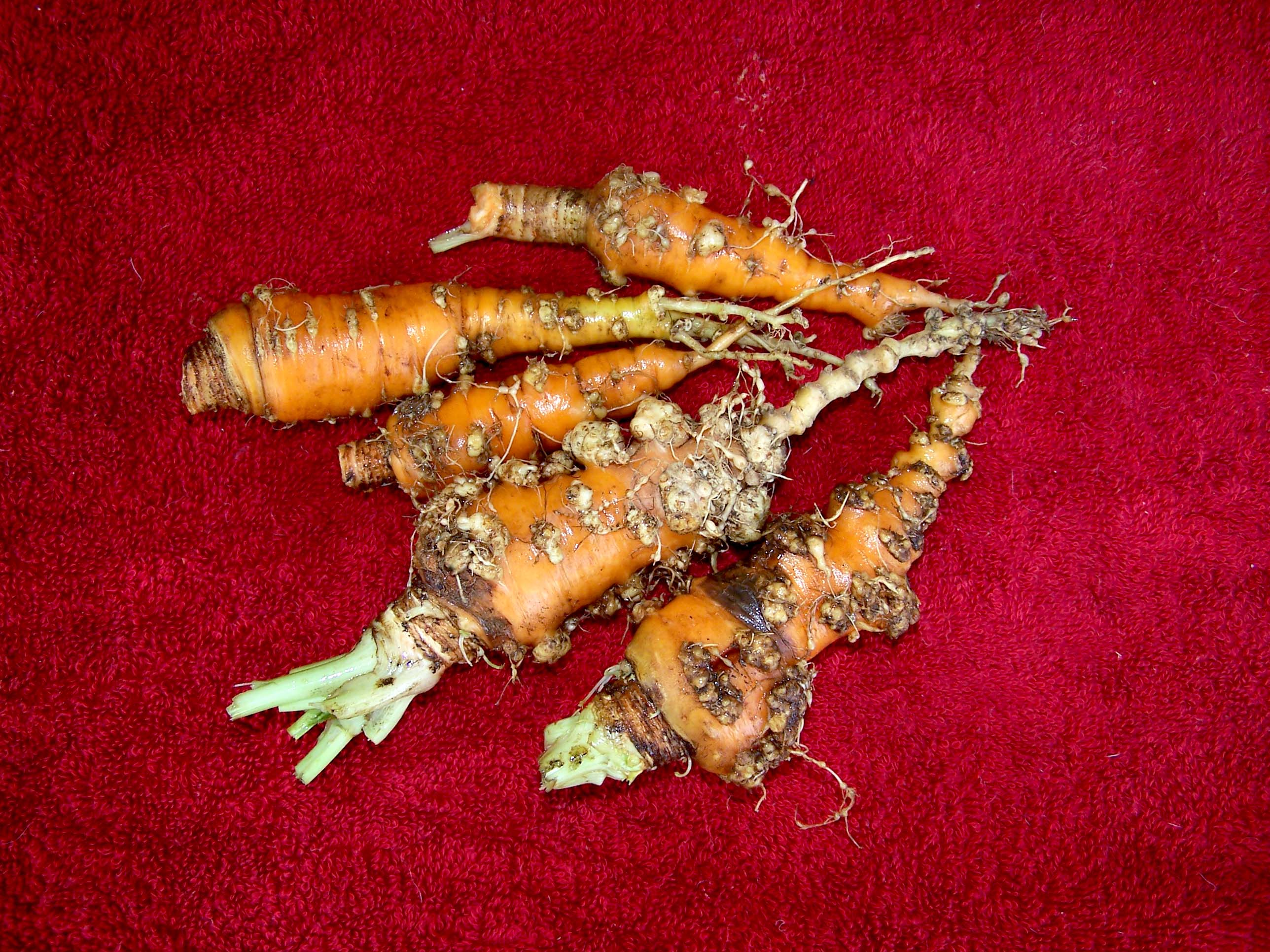
Carottes infestée par des nématodes du genre Meloidogyne.

Le nématode à kystes de la carotte, Heterodera carotae, provoque un flétrissement des plants infectés. C'est le plus redouté des nématodes de la carotte en climat tempéré. 
Le nématode des lésions racinaires, Pratylenchus penetrans (Cobb) Filip. & Stek., provoque des symptômes de flétrissement, de rabougrissement et de jaunissement des feuilles. 
Le nématode cécidogène du nord (nématode à galles du nord), Meloidogyne hapla Chitwood, qui attaque une vaste gamme d'hôtes, provoque chez les plantes infectées une sénescence précoce. D'autres espèces du même genre sont également concernées : Meloidogyne arenaria, Meloidogyne incognita, Meloidogyne javanica.
D'autres espèces de nématodes sont susceptibles d'attaquer les carottes, notamment : Belonolaimus longicaudatus,  Longidorus africanus, Rotylenchus robustus, Paratrichodorus sp.

## Mollusques
Plusieurs espèces de limaces, attaquent la carotte, notamment la loche, Deroceras reticulatum.